# 偏歷穴
偏歷穴是属于手陽明大腸經的腧穴，是大腸經的络穴。

## 定位
阳溪与曲池连线上，腕横纹上3寸。

## 主治
耳鸣、耳聋、目赤、鼻衄、手臂酸痛等。

## 操作
直刺0.3～0.5寸，斜刺1寸；可灸。